# Citroën Berlingo
Citroën Berlingo — LCV французской компании Groupe PSA. Идентичен автомобилю Peugeot Partner. Грузовая модификация последнего называется Partner, а пассажирская Partner Combi (во втором поколении Partner Tepee). В Италии известен как Peugeot Ranch.

## Первое поколение

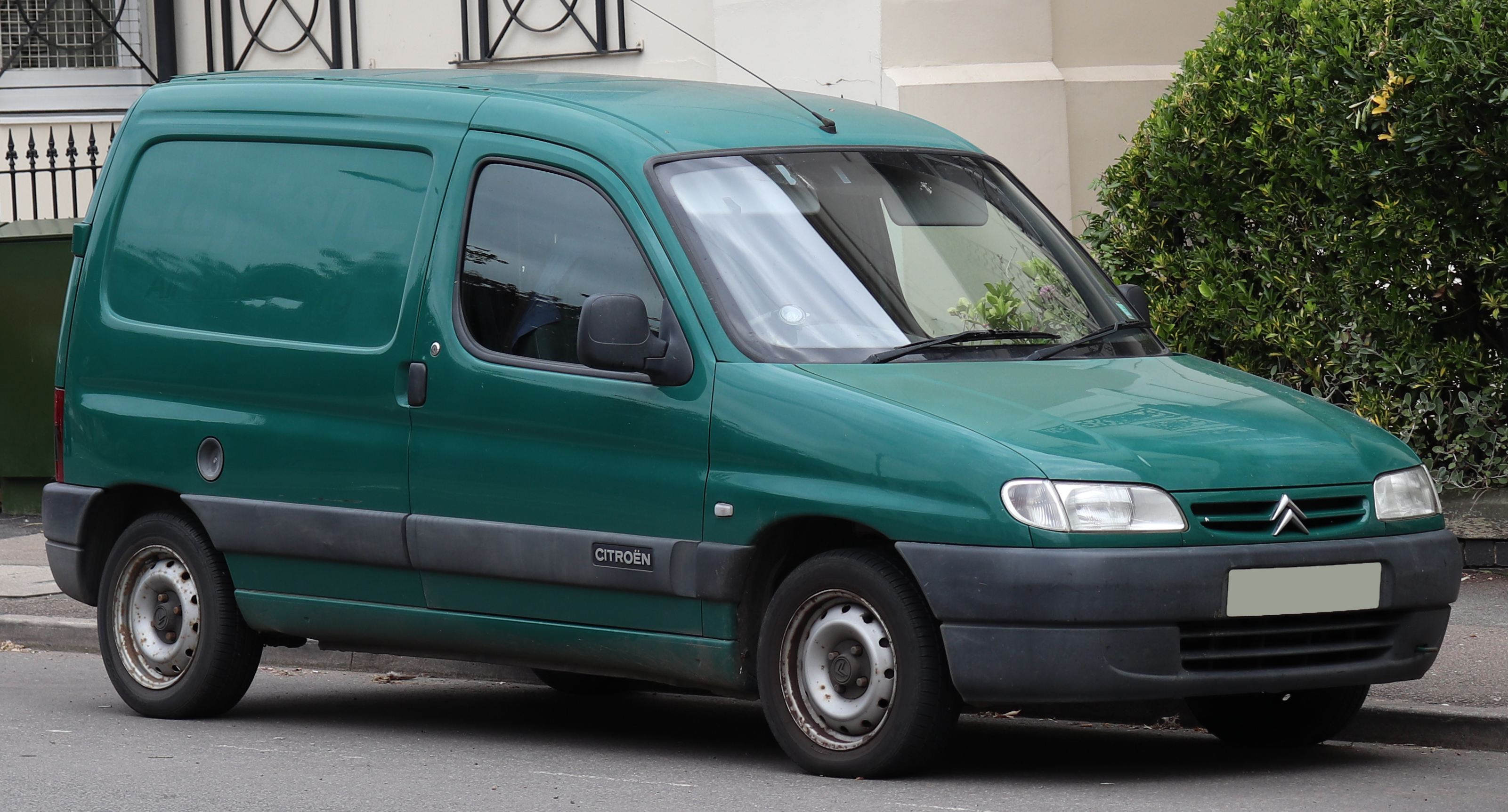
Citroën Berlingo

Первое поколение (в кузове М49) появилось в 1996 году. При своих небольших габаритах, хорошей маневренностью и, вместе с тем, весьма неплохими грузовыми возможностями (грузоподъемность от 600 до 1200 кг в трёх версиях) и широкой гаммой двигателей, он быстро завоевал популярность наравне с главным конкурентом Renault Kangoo.
Конструктивно Partner имеет много общего с Peugeot 306, т.к сделан на его базе. В 2002 году кузов подвергся рестайлингу: изменения коснулись передней оптики, решетки радиатора, переднего бампера, приборной панели. Модернизация коснулась и двигателей, как бензиновых, так и дизельных (среди последних появились турбированные версии рабочим объемом 1.6 и 2 литра). Новая версия стала называться М59.
В 2004 году так же были проведены незначительные косметические изменения с которыми автомобиль выпускается по настоящее время.
После выхода второго поколения (B9) классический Partner получил название Origin. Модель имеет следующую гамму двигателей: бензиновые 1.4 (75 л/с), 1.6 (109 л/с); дизельные 1.9 (атмосферник, 70 л/с), 1.6HDI (90 л/с). Однако наиболее распространены 1.4 (TU3) и дизель 1.9 (DW8B).

## Второе поколение

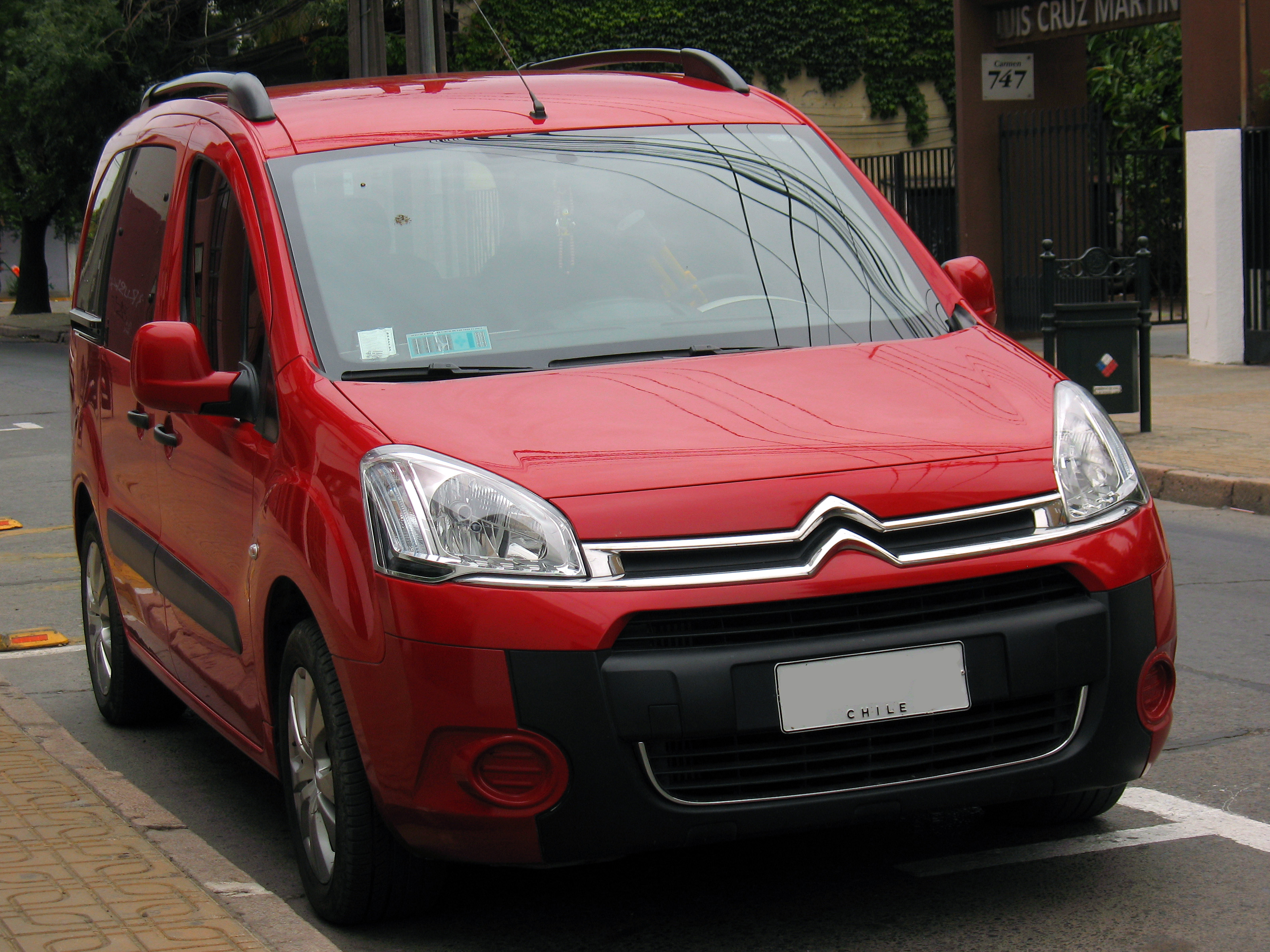
Новая версия

Второе поколение (B9) было официально представлено в январе 2008. Автомобиль существенно отличается от своего предшественника по всем параметрам, т.е это не рестайлинг старой, а абсолютно новая модель. В отличие от М49, не имеет версий с грузоподъемностью более 600 кг. Базовый вариант оснащается 16-клапанным двигателем от Peugeot 307 объемом 1.6 л и мощностью 90 л/с. Есть и турбодизельная версия 1.6HDI. Данная модель тоже имеет «двойника» — Citroen Berlingo MK2.

### Производство в России

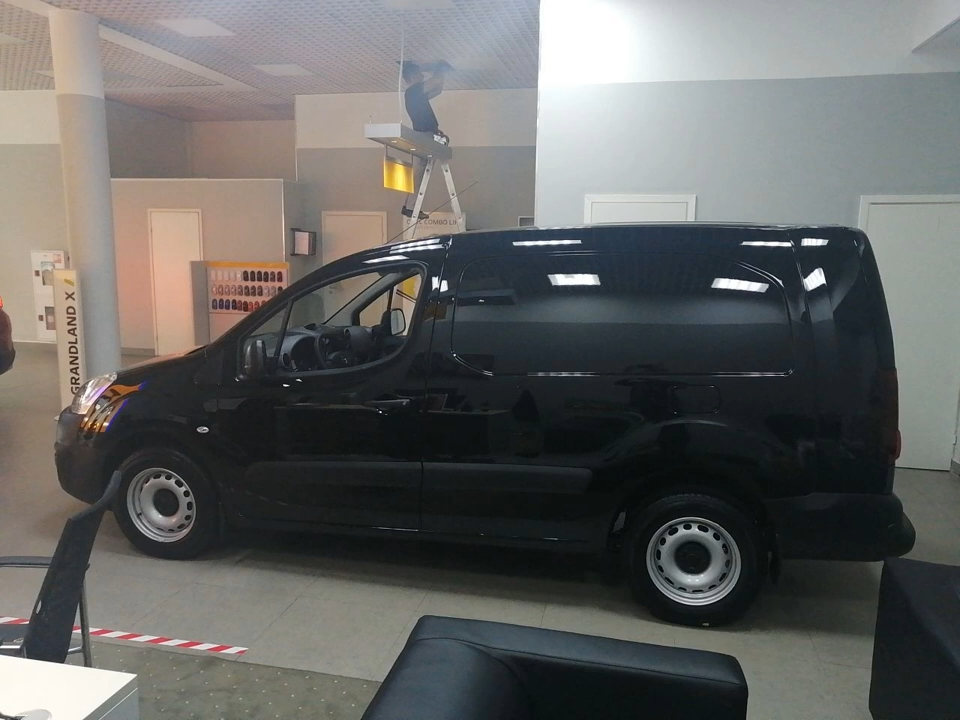
Opel Combo Cargo (Россия)

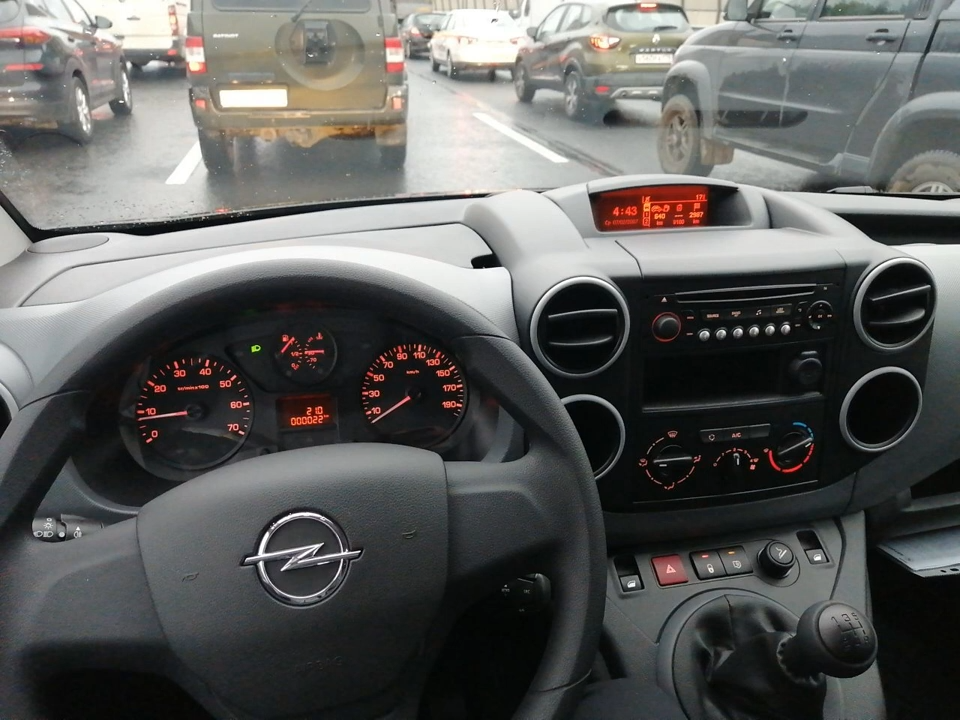
Opel Combo Cargo (Россия; Интерьер)

В сентябре 2020 года было объявлено о начале производства Peugeot Partner на заводе ПСМА Рус в Калуге. В феврале 2021 года стало известно о запуске в производство Citroën Berlingo. Также в марте 2021 года был представлен Opel Combo.

## Электрическая версия

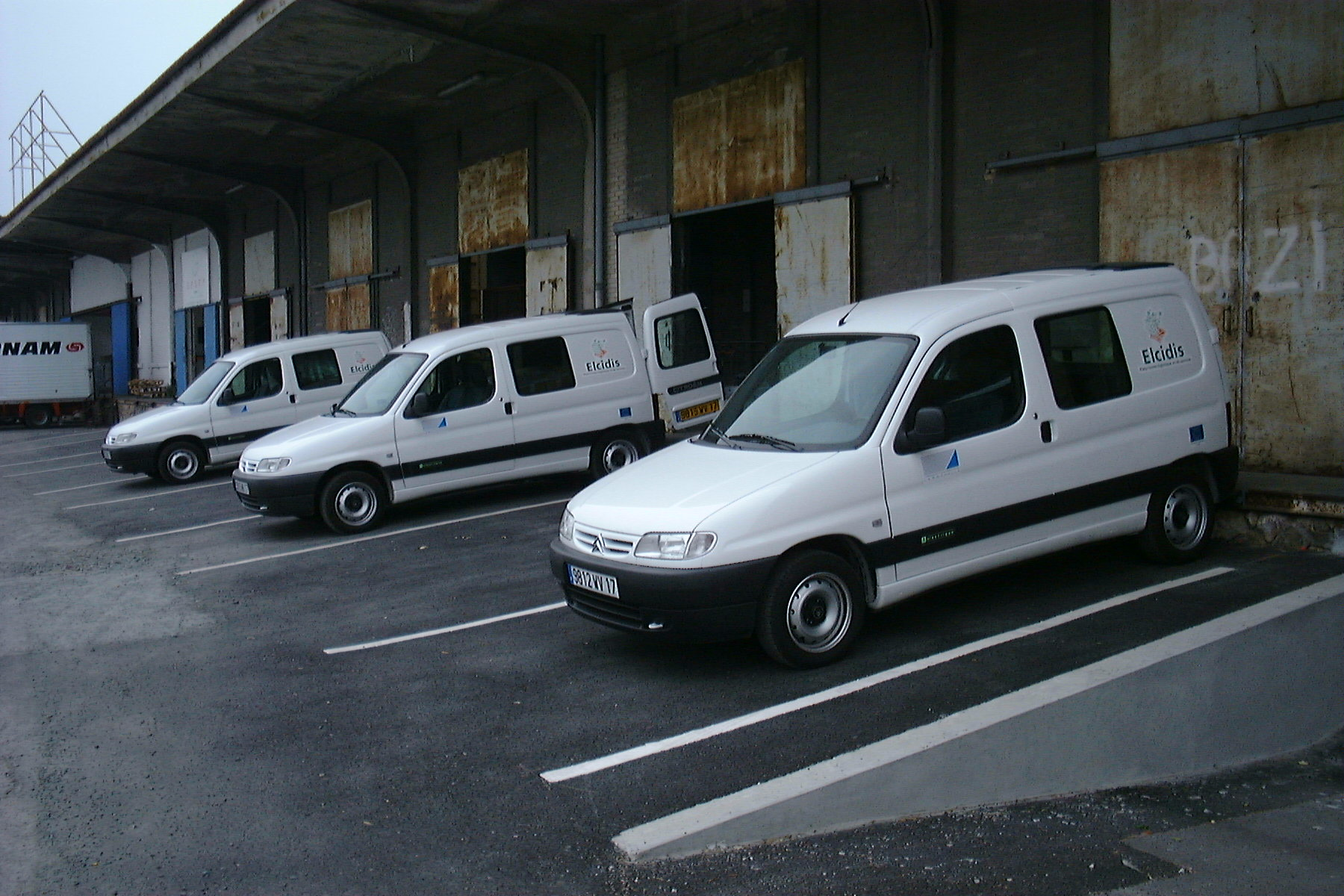
Электрическая версия CB заряжается при погрузке .
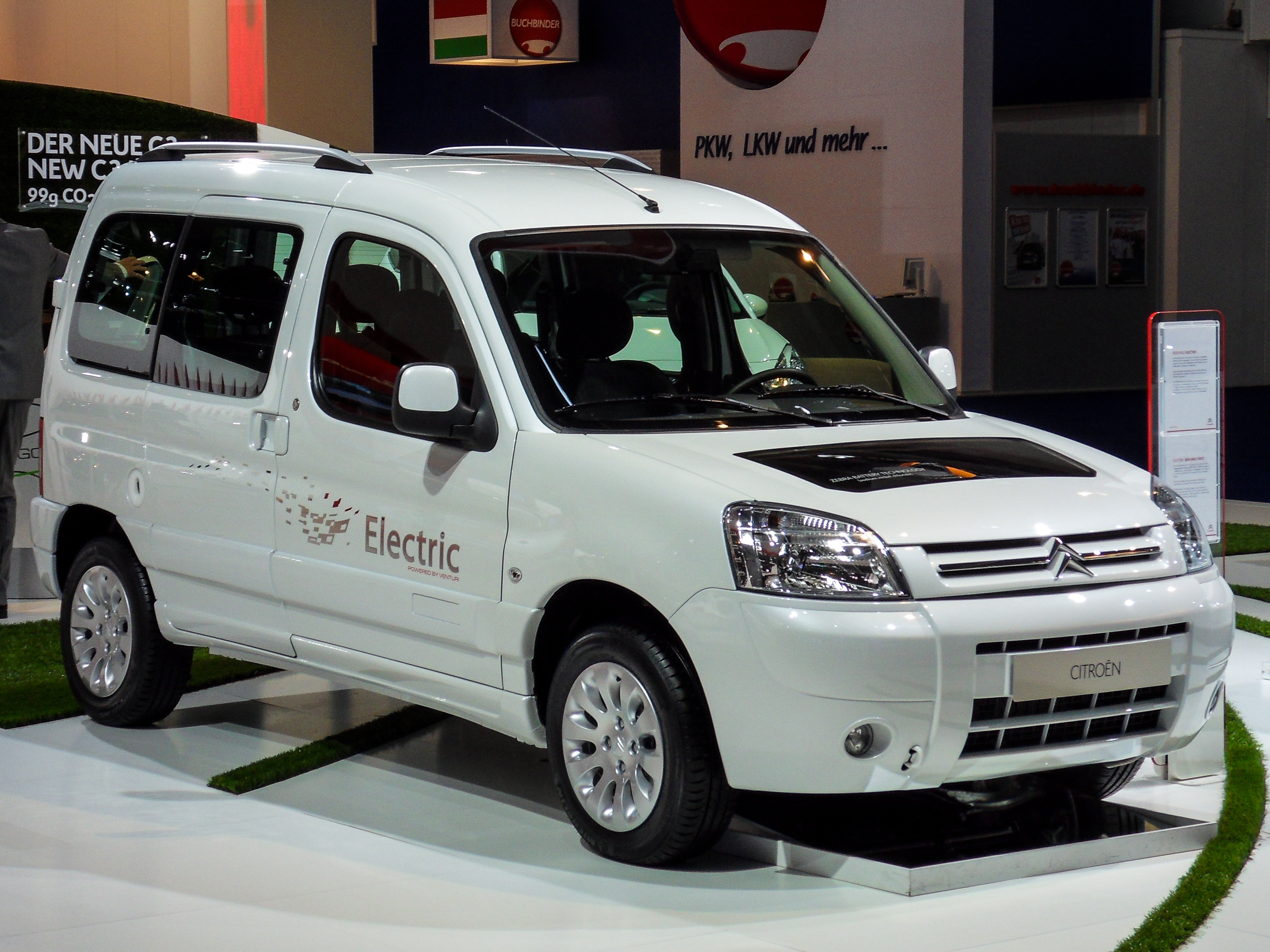
На выставке

По мере развития электроавтопрома появился и электромобиль на базе этой машины. Он имеет единственный электромотор , передающий вращение на передние колёса через одноступенчатый редуктор. Моторно-редукторный блок находится под капотом , литий-ионные аккумуляторные блоки так же под капотом. Движение назад производится за счёт обратного вращения электромотора. Гидроусилитель заменён на электрогидроусилитель.  Для того чтобы уменьшить использование батареи, подогреватель работающий на солярке или  бензине полностью интегрирован в машину. Обычно обогрев занимает от 5 до 10 минут, чтобы согреться и обеспечивает отличное отопление кабины. Нагреватель работает несколько минут и поэтому будет продолжать работать после выключения мотора. Тормоза остались такими же как и у дизельных версий.
Фактический максимум километража за заряд зависит от стиля вождения. Это связано с тем, что атмосферное сопротивление нелинейно со скоростью. т. е. увеличение скорости на 25% уменьшит автономность на 36%.
Чуть ниже дана таблица автономности .
| Скоростной режим | Запас пробега    |
| ---------------- | ---------------- |
| 56 km/h (35 mph) | 96 km (60 miles) |
| 64 km/h (40 mph) | 82 km (51 miles) |
| 80 km/h (50 mph) | 58 km (36 miles) |
| 96 km/h (60 mph) | 48 km (30 miles) |

## Третье поколение
Третье поколение Berlingo и новый Peugeot Rifter были официально представлены на Женевском автосалоне 2018 года . Модель также продается как Opel Combo четвертого поколения и Vauxhall Combo после того, как группа PSA купила Opel в марте 2017 года, а с конца 2019 года - как Toyota ProAce City после расширения партнерства в области грузовых автомобилей между PSA и Toyota . ProAce City был официально представлен на выставке коммерческих автомобилей 2019 года в Бирмингеме.  Версия под логотипом Fiat была выпущена как Fiat Doblo в июне 2022 года как в версии с ДВС, так и в электрической версии e-Doblo .
Berlingo третьего поколения — первое из серийных автомобилей, которое будет представлено в Японии в октябре 2019 года.

В январе 2022 года Stellantis прекращает продавать версии своих пассажирских фургонов с двигателем внутреннего сгорания (дизельные и бензиновые) в Великобритании , Норвегии и странах Европейского Союза .  Это решение мотивировано решением снизить средние выбросы CO 2 транспортных средств, продаваемых компанией в Европе, в соответствии с правилами ЕС по выбросам. В результате Berlingo, Rifter и Combo Life теперь предлагаются только в электрической версии с аккумулятором. Это изменение не коснется ни фургонов, ни моделей под маркой Toyota, поскольку японский производитель соответствует целям правил CAFE. Ожидается, что варианты пассажирских фургонов Stellantis с двигателем внутреннего сгорания вернутся в 2023 году с мягкой гибридной системой.

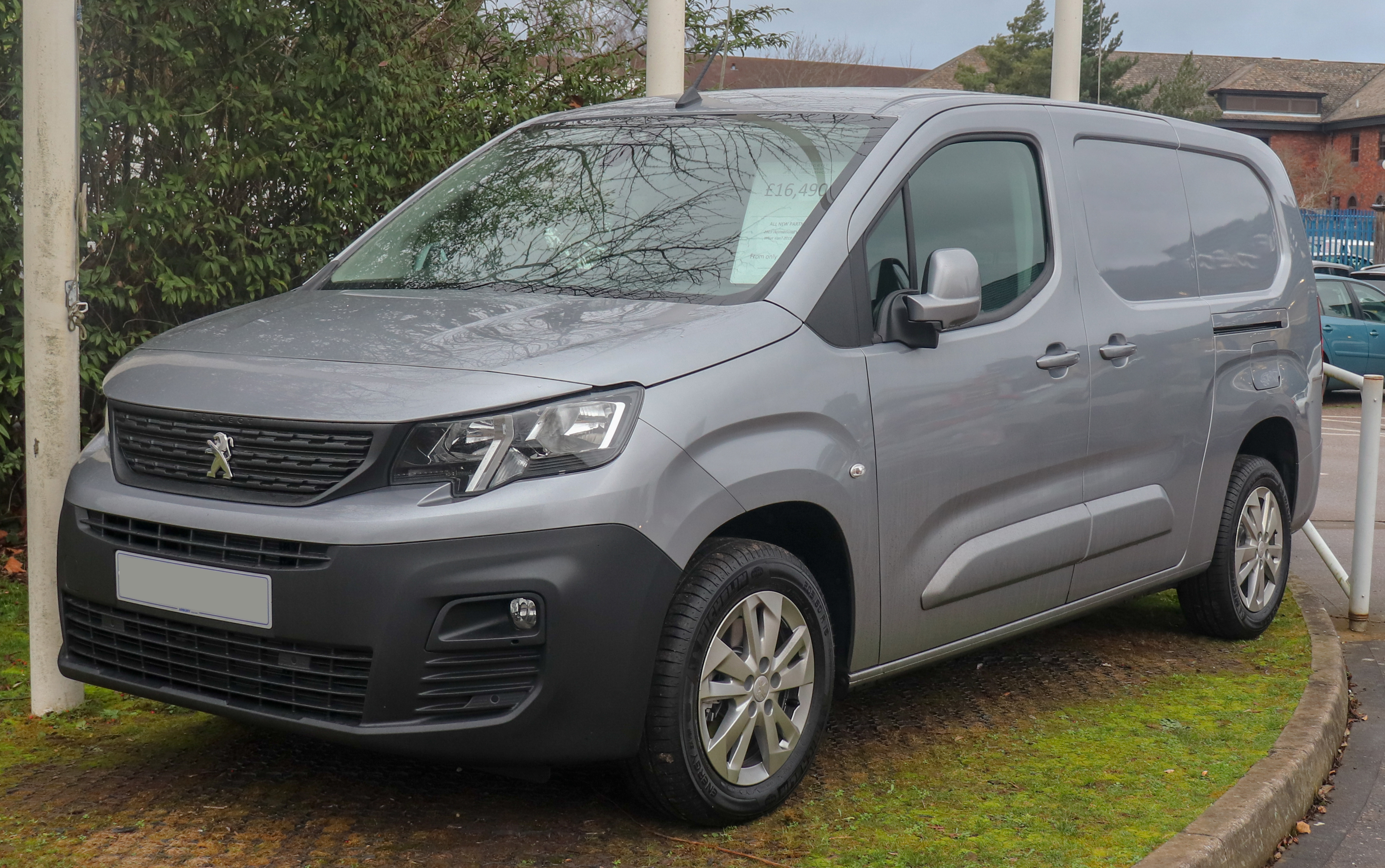
Peugeot Partner
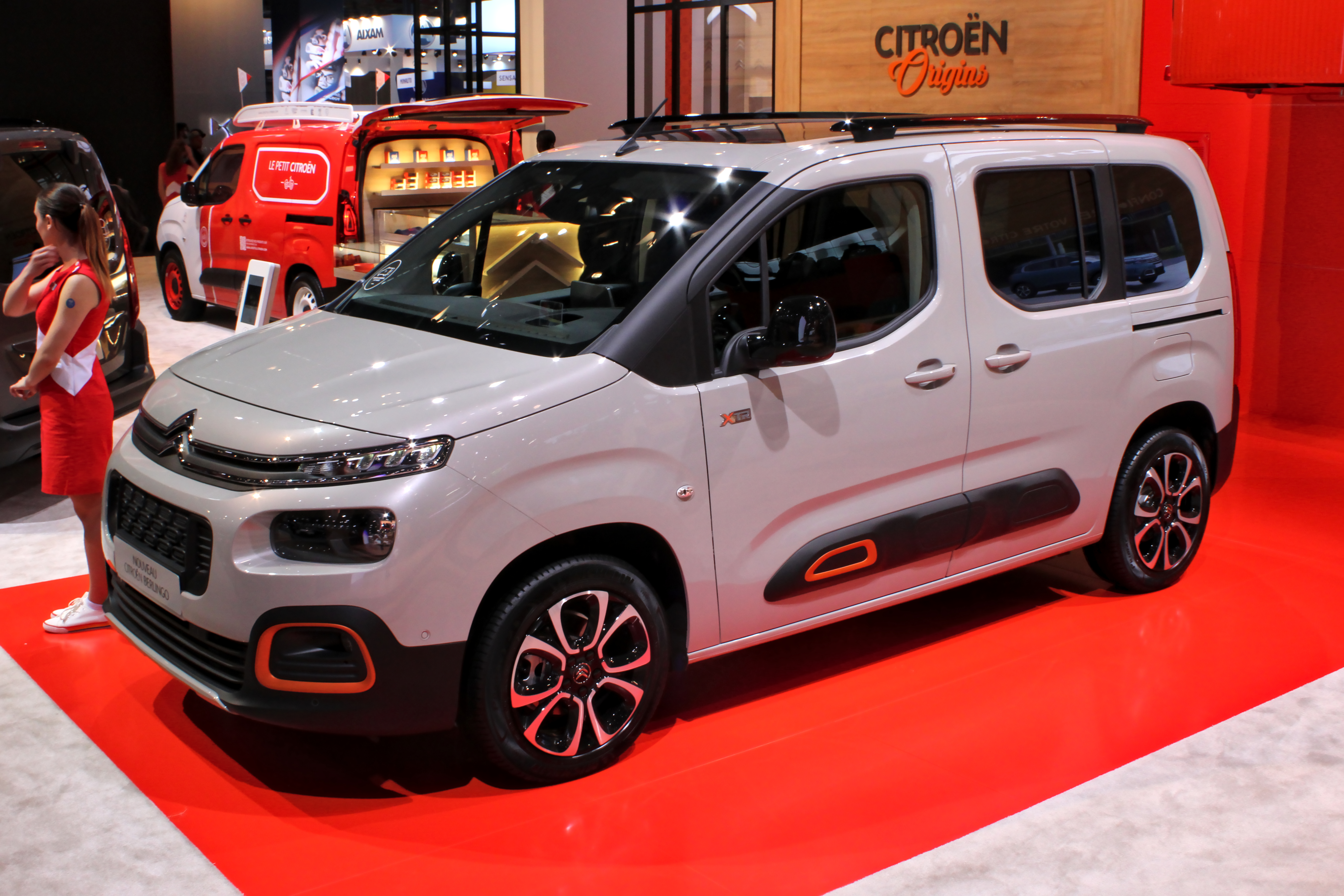
Citroen Berlingo
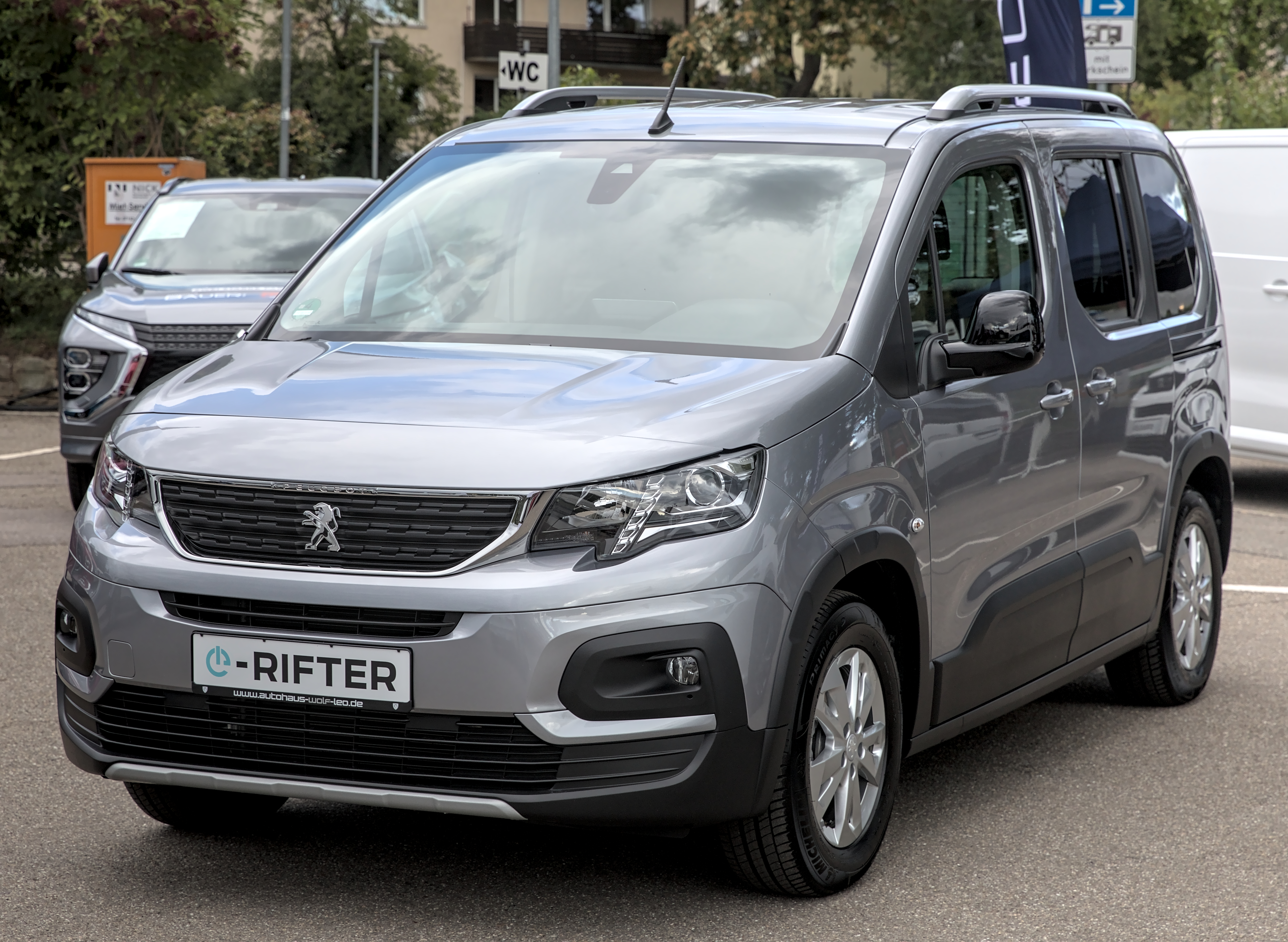
Peugeot Rifter
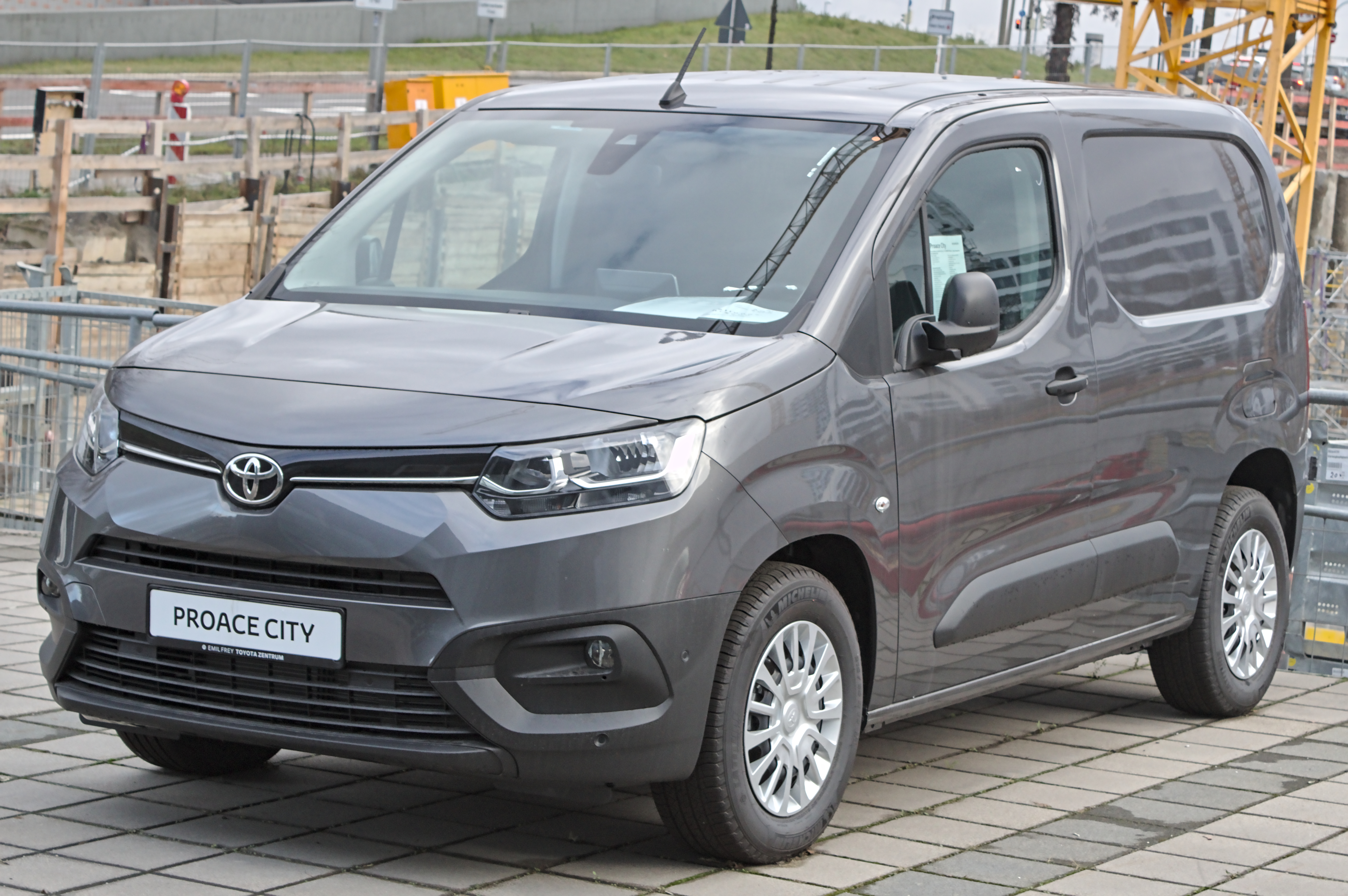
Toyota ProAce City
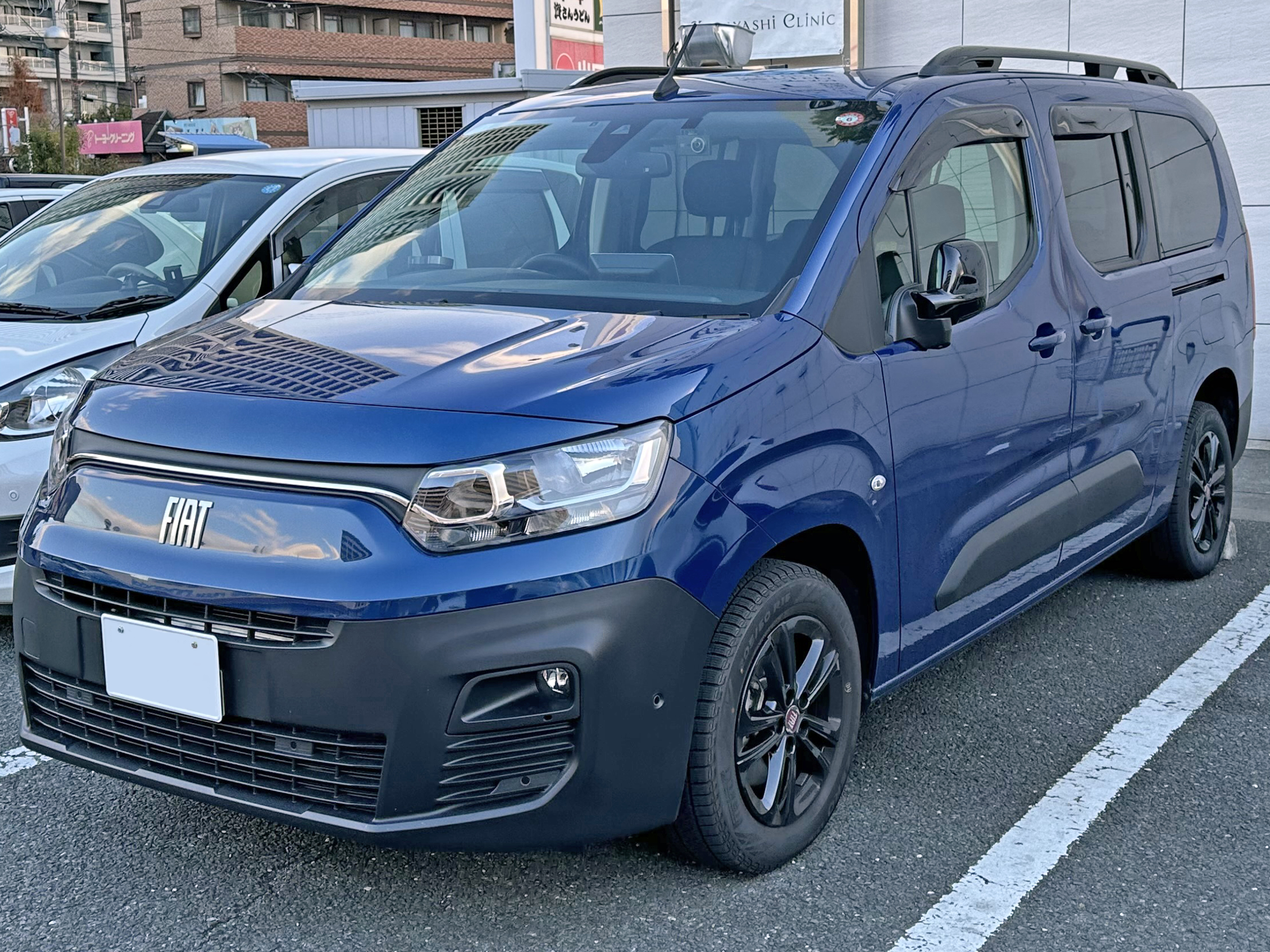
Fiat Doblo

### Электрические версии
14 января 2021 года Citroën представил электрический фургон ë-Berlingo Van,  за которым через 6 дней последовали Opel Combo-e Cargo и Vauxhall Combo-e,  , а еще 6 дней спустя — Peugeot Partner Electric.  26 февраля 2021 года Peugeot представила e-Rifter,  а 4 мая 2021 года Toyota представила ProAce City Electric и ProAce City Verso Electric.
В 2023 году производство началось на заводе в Элсмир-Порт.

### Варианты

#### Caselani Fourgonette
Вдохновленный Citroën 2CV Fourgonette 1951 года , это Berlingo с ретро-кузовом, построенный итальянской фирмой Caselani, производство 200 единиц которого начнется 1 октября 2022 года.  Он был представлен на Парижском автосалоне 2022 года.

### Рестайлинг
23 октября 2023 года был объявлен фейслифтинг, включающий технологические обновления.  Модели внутреннего сгорания MHEV запускаются на пассажирских фургонах на всех рынках. Тьерри Коскас, бренд-директор Citroën, заявляет: «Это в значительной степени семейный автомобиль, и электрическая версия не может заменить версию с двигателем внутреннего сгорания, потому что на этой машине вы ездите в очень дальние поездки». 

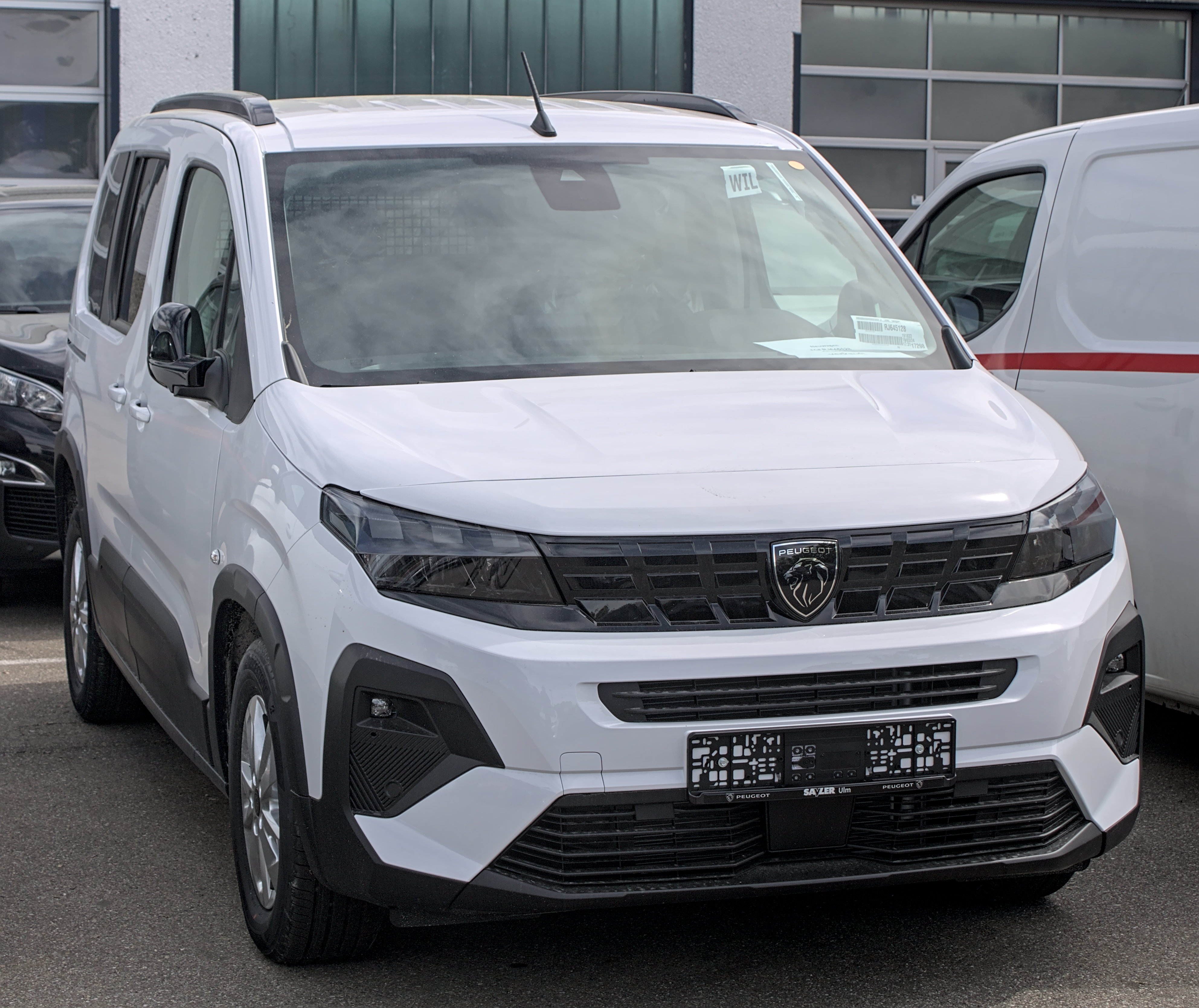
Peugeot Rifter (рестайлинг)
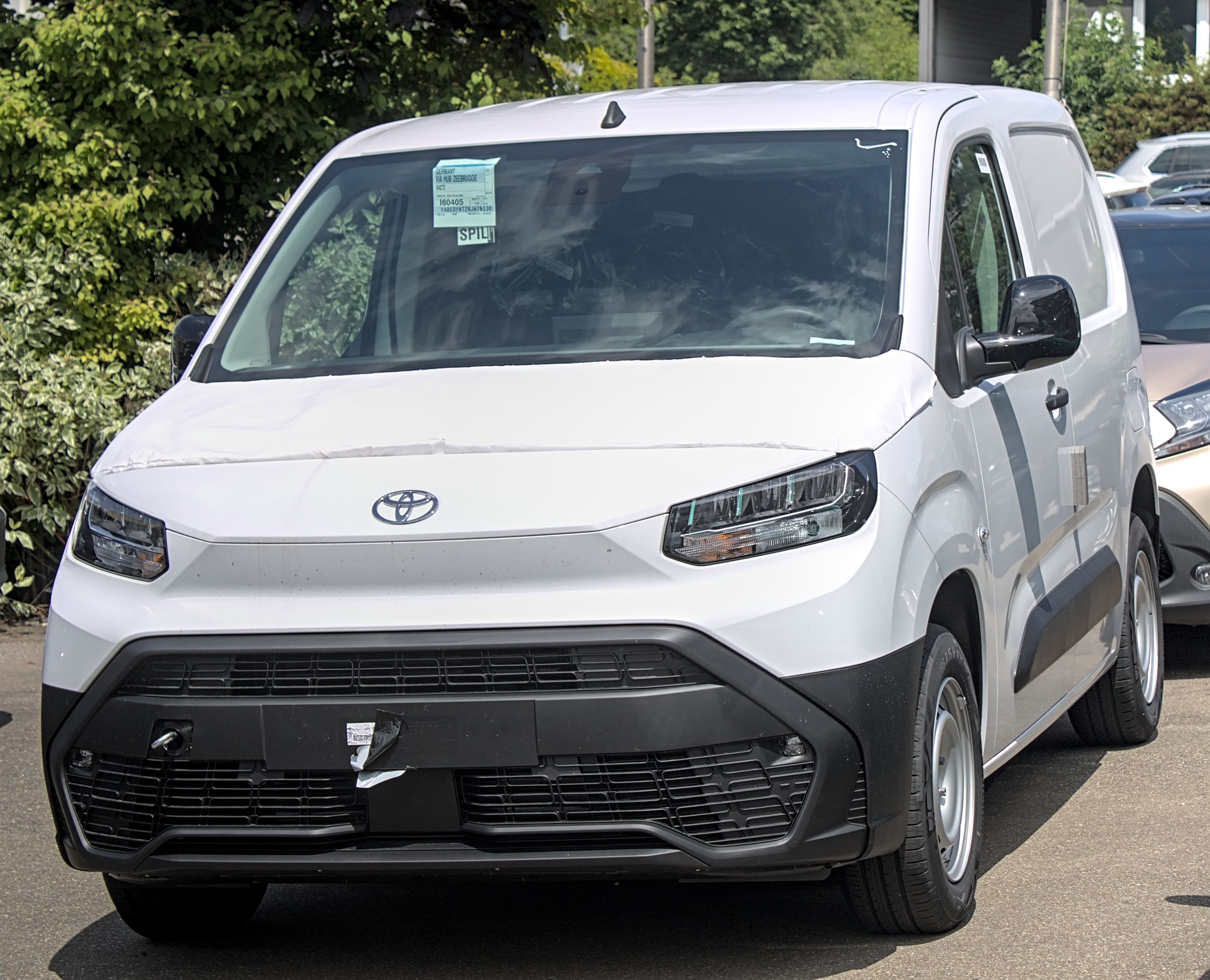
Toyota ProAce City (рестайлинг)

## Безопасность
| Euro NCAP                                                              | Euro NCAP | Euro NCAP | Euro NCAP |
| ---------------------------------------------------------------------- | --------- | --------- | --------- |
| Рейтинги                                                               | Пассажир  |           | 26        |
| Рейтинги                                                               | Ребёнок   |           | 27        |
| Рейтинги                                                               | Пешеход   |           | 10        |
| Протестированная модель: Citroen Berlingo Multispace, 1.6D, LHD (2005) |           |           |           |

| Euro NCAP                                                            | Euro NCAP | Euro NCAP | Euro NCAP |
| -------------------------------------------------------------------- | --------- | --------- | --------- |
| Рейтинги                                                             | Пассажир  |           | 27        |
| Рейтинги                                                             | Ребёнок   |           | 39        |
| Рейтинги                                                             | Пешеход   |           | 10        |
| Протестированная модель: Citroen Berlingo 1.6 Hdi (90HP), LHD (2008) |           |           |           |

Автомобиль прошел тест Euro NCAP в 2018 году:
| Euro NCAP                                                              | Euro NCAP | Euro NCAP | Euro NCAP             |
| ---------------------------------------------------------------------- | --------- | --------- | --------------------- |
| · общий рейтинг                                                        |           |           |                       |
| 91%                                                                    | 81%       | 58%       | 68%                   |
| взрослый пассажир                                                      | ребёнок   | пешеход   | активная безопасность |
| Протестированная модель: Peugeot Rifter BlueHDi 100 Allure, LHD (2018) |           |           |                       |